# Le Tournage
 (janvier 2019).
Le Tournage est le sixième tome de la série de bande dessinée Tendre Banlieue, paru en 1991.
Scénarios et dessins : Tito.

## Synopsis
Les thématiques abordées sont la jalousie, le cinéma et la rivalité. 
Dans la banlieue parisienne, un groupe de jeunes tourne un film. Le travail n'est pas facile : il faut aller vite pour rentabiliser au maximum le matériel emprunté. La jalousie éclate bien vite et la disparition de la caméra ne va pas calmer les choses. Une bande de rôdeurs est alors accusée.